# João Bua Espata

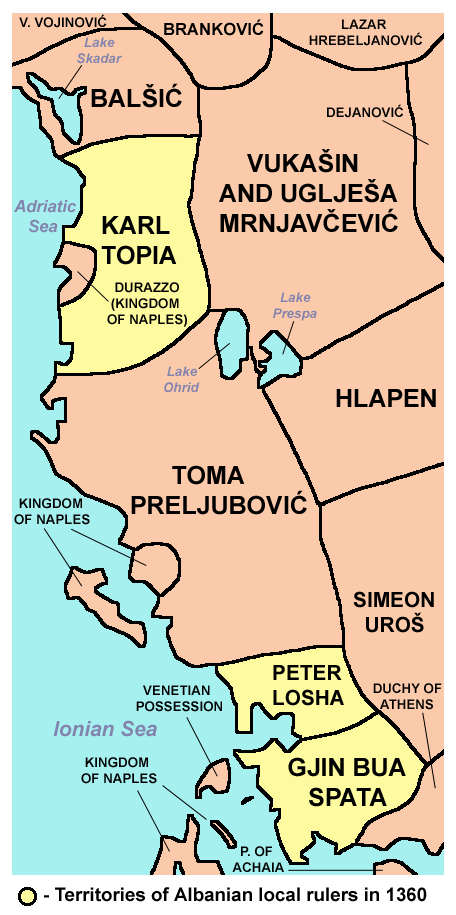

João Bua Espata (em albanês:  Gjin Bua Shpata; 1310–1399 (89 anos)) foi um governante albanês do Despotado de Arta e membro da família nobre Espata. Além disso, ele foi déspota do Angelocastro e Anquíalo (1358–1399), senhor de Arta (1375), senhor de Lepanto e déspota de Arta e Lepanto.

## Senhor e déspota de Arta
No verão de 1358, Nicéforo II Orsini, o último déspota do Epiro da família Orsini, lutou contra as forças albanesas na Batalha de Anquíalo perto do rio Anquíalo, na Acarnânia. Os albaneses venceram e conseguiram criar dois novos estados na região sul do Despotado do Epiro. Depois da queda dos Orsini, os senhores sérvios de Estêvão Uresis IV dividiram o território entre si e os dois senhores albaneses que os apoiaram na campanha.
O primeiro, Pedro Losha, estabeleceu sua capital em Arta. O segundo, João Bua Espata, estabeleceu-se em Angelocastro. Depois da morte de Losha em 1374, João reuniu sob seu comando os dois despotados albaneses da região. O território de seus novos domínios se estendia do golfo de Corinto até o Aqueronte no norte. Na época, o Despotado do Epiro, logo ao norte do Despotado de Arta, conseguia exercer um controle efetivo apenas na região oriental do Epiro e também da Vagenetia (Tesprócia) e sua capital era Joanina.
Para o norte estava um outro estado albanês, o principado de João Zenevisi. Neste período, o Despotado do Epiro era governado por Tomás II Preljubović, que estava em guerra aberta contra João Bua, que iniciou, em 1375, uma ofensiva contra a capital inimiga, mas não conseguiu invadi-la. Embora Espata tenha se casado com a irmã de Tomás, Helena, a guerra não arrefeceu. Em 1380 e 1382, Tomás se aliou aos otomanos para enfrentar João. No mesmo período, Spata iniciou uma nova ofensiva contra Leonardo I Tocco, que era o monarca da Cefalônia e Lêucade.
João Bua Espata finalmente morreu em 29 de outubro de 1399, já sob intensão pressão de Preljubović e de Tocco, que logo depois seria o próximo déspota do Epiro.